# 12446 Juliabryant
12446 Juliabryant este o planetă minoră (asteroid) din centura de asteroizi. A fost descoperită pe 15 august 1996 la  de Robert H. McNaught. 
Obiectul prezintă o orbită caracterizată de o semiaxă mare de 1,9467857 UAi, o excentricitate de 0,12, o înclinație de 23,81526 ° în raport cu ecliptica.